# 叶蜂总科
葉蜂總科（學名：Tenthredinoidea）是廣腰亞目下的一個大總科，包含了廣腰亞目下絕大多數的已知物種（約8400種），特別是分佈廣泛的葉蜂科。目前已知種類的幼蟲均為植食性，有些种类被視為害蟲。

## 特征
叶蜂为小型至中型昆虫，体阔，肥胖如蜜蜂，无腹柄。头阔，复眼大，单眼3个；翅大，翅脉脉序原始。产卵管由两对扁枝构成，外侧一对称为“锯导”，中间一对称为“产卵锯”，产卵时用以锯开植物组织，故亦称叶蜂为“锯蜂”。
大多数的科均有居中及狹窄的前胸背板，一對靴刺狀的腹足，並且在中腹缺少了橫截的溝紋。